# Ngôi nhà có chiếc đồng hồ ma thuật
Ngôi nhà có chiếc đồng hồ ma thuật (tên gốc tiếng Anh: The House with a Clock in Its Walls) là phim điện ảnh kỳ ảo của Mỹ năm 2018 do Eli Roth đạo diễn dựa trên cuốn tiểu thuyết thiếu nhi giả tưởng The House with a Clock in Its Walls ra mắt năm 1973 của nhà văn John Bellairs. Phim có sự tham gia diễn xuất của Jack Black, Cate Blanchett, Owen Vaccaro, Renée Elise Goldsberry, Sunny Suljic và Kyle MacLachlan, với nội dung xoay quanh một cậu bé đến sống cùng người bác của mình tại một ngôi nhà kì bí, và cậu nhanh chóng nhận ra rằng ngôi nhà đang bị người bạn cũ của bác mình ám, nhằm hủy diệt thế giới bằng chiếc đồng hồ khổng lồ mà hắn đã chế tạo ra và giấu sâu trong căn nhà.
Universal Pictures công chiếu bộ phim tại Mỹ vào ngày 21 tháng 9 năm 2018 và tại Việt Nam vào ngày 28 tháng 9 năm 2018. Phim thu về hơn 130 triệu USD toàn cầu và nhận được nhiều ý kiến đánh giá tích cực từ giới phê bình, đặc biệt là cho dàn diễn viên chính, dù vẫn còn một số mặt hạn chế.

## Nội dung
Năm 1955, cậu bé 10 tuổi Lewis Barnavelt chuyển đến New Zebedee, Michigan sống với ông bác phù thủy Jonathan trong một căn nhà cổ xưa kỳ quái, nơi ẩn giấu một chiếc đồng hồ ma thuật đe dọa đến sự tồn vong của Trái Đất. Với sự giúp đỡ của ông bác Jonathan và pháp sư "hàng xóm" Zimmerman, Lewis nhát gan phải dành tất cả sự dũng cảm của mình để ngăn chặn các thế lực tà ác và phá hủy chiếc đồng hồ mang đến ngày tận thế cho toàn thế giới.

## Diễn viên
- Jack Black vai Jonathan Barnavelt
- Cate Blanchett vai Florence Zimmerman
- Owen Vaccaro vai Lewis Barnavelt
- Kyle MacLachlan vai Isaac Izard
- Renée Elise Goldsberry vai Selena Izard
- Sunny Suljic vai Tarby Corrigan
- Vanessa Anne Williams vai Rose Rita Pottinger
- Colleen Camp vai Bà Hanchett
- Lorenza Izzo vai Bà Barnavelt

## Sản xuất
Quá trình quay phim chính diễn ra từ ngày 10 tháng 10 năm 2017.

## Phát hành
Ngôi nhà có chiếc đồng hồ ma thuật được hãng Universal Pictures công chiếu tại Mỹ vào ngày 21 tháng 9 năm 2018, và tại Việt Nam vào ngày 28 tháng 9 năm 2018. Một vài suất chiếu IMAX chọn lọc có chiếu kèm phiên bản 3D video âm nhạc "Thriller" của Michael Jackson trong tuần đầu phim ra mắt.

## Đón nhận

### Doanh thu phòng vé
Tính đến ngày 18 tháng 12 năm 2018, Ngôi nhà có chiếc đồng hồ ma thuật đã thu về 68,4 triệu USD tại thị trường Mỹ và Canada, và 62 triệu USD tại các quốc gia và vùng lãnh thổ khác, đưa tổng mức doanh thu toàn cầu lên 130,5 triệu USD, so với mức kinh phí làm phim 42 triệu USD.
Tại thị trường Mỹ và Canada, Ngôi nhà có chiếc đồng hồ ma thuật được công chiếu cùng thời điểm với Assassination Nation, Life Itself và Fahrenheit 11/9, và được dự kiến thu về 15–20 triệu USD từ 3.592 rạp chiếu phim trong dịp cuối tuần ra mắt. Phim thu về 7,8 triệu USD trong ngày đầu công chiếu, bao gồm 840.000 USD từ buổi chiếu sớm tối thứ Năm. Phim ra mắt với 26,9 triệu USD, dẫn đầu bảng xếp hạng doanh thu phòng vé cuối tuần và trở thành phim có doanh thu ra mắt cao nhất trong sự nghiệp của Roth.

### Đánh giá chuyên môn
Trên hệ thống tổng hợp kết quả đánh giá Rotten Tomatoes, phim nhận được 66% lượng đồng thuận dựa theo 151 bài đánh giá, với điểm trung bình là 5,9/10. Các chuyên gia của trang web nhất trí rằng, "Như một bước ngoặt đầy tính giải trí của tài năng Eli Roth, Ngôi nhà có chiếc đồng hồ ma thuật là tác phẩm gia đình với sự giao thoa giữa hài hước và kinh dị cùng những tiếng cười đầy cảm hứng." Trên trang Metacritic, phần phim đạt số điểm 57 trên 100, dựa trên 37 nhận xét, chủ yếu là những ý kiến hỗn tạp. Lượt bình chọn của khán giả trên trang thống kê CinemaScore cho phần phim điểm "B+" trên thang từ A+ đến F, trong khi đó PostTrak thống kê những khán giả xem phim chấm cho phim 3,5 trên 5 sao.